# Episodi di The Bear (quarta stagione)
La quarta stagione della serie televisiva The Bear, composta da dieci episodi, è stata pubblicata interamente sulla piattaforma Disney+ il 26 giugno 2025.
| n. | Titolo originale | Titolo in italiano | Pubblicazione originale | Pubblicazione in italiano |
| -- | ---------------- | ------------------ | ----------------------- | ------------------------- |
| 1  | Groundhogs       | Ricomincio da Capo | 25 giugno 2025          | 26 giugno 2025            |
| 2  | Soubise          | Soubise            | 25 giugno 2025          | 26 giugno 2025            |
| 3  | Scallop          | Capasanta          | 25 giugno 2025          | 26 giugno 2025            |
| 4  | Worms            | Capelli            | 25 giugno 2025          | 26 giugno 2025            |
| 5  | Replicants       | Replicanti         | 25 giugno 2025          | 26 giugno 2025            |
| 6  | Sophie           | Sophie             | 25 giugno 2025          | 26 giugno 2025            |
| 7  | Bears            | I Bear             | 25 giugno 2025          | 26 giugno 2025            |
| 8  | Green            | Verde              | 25 giugno 2025          | 26 giugno 2025            |
| 9  | Tonnato          | Salsa Tonnata      | 25 giugno 2025          | 26 giugno 2025            |
| 10 | Goodbye          | Addio              | 25 giugno 2025          | 26 giugno 2025            |

## Ricomincio da capo
- Titolo originale: Groundhogs
- Diretto da: Christopher Storer
- Scritto da: Christopher Storer

### Trama
Un flashback mostra Carmy mentre propone a Mikey l’idea di aprire un ristorante; si scopre che è stato proprio Mikey a inventare il nome "The Bear". Nel presente, la recensione del Chicago Tribune sul locale è contrastante: elogia la qualità del cibo e il servizio dei panini d’asporto, ma critica l’incoerenza del menù e l’atmosfera caotica. Cicero e Computer danno allo staff due mesi di tempo per risollevare l’attività, altrimenti il ristorante dovrà chiudere. Cicero installa un orologio in cucina che scandisce le ore mancanti alla scadenza. Carmy e Sydney decidono di puntare all’ottenimento di una stella Michelin, impegnandosi a rendere più efficiente e costante la gestione del ristorante. Per migliorare l’organizzazione, Richie assume tre ex collaboratori di Ever - Jess, Garrett e Rene - che entrano a far parte dello staff di The Bear.

## Soubise
- Titolo originale: Soubise
- Diretto da: Christopher Storer e Duccio Fabbri
- Scritto da: Catherine Schetina

### Trama
A diverse settimane dall’ultimatum di Cicero, il The Bear fatica a causa dei tagli al budget. Ciò ha portato ad una carenza di ingredienti e ad un calo generale della motivazione tra lo staff. Carmy e Sydney iniziano a semplificare la composizione del menù. Sydney legge un articolo sul nuovo ristorante di Shapiro, mentre Tina sprona Carmy ad andare a conoscere Sophie, la figlia neonata di Natalie, visita che lui continua a rimandare. Carmy chiama infine Natalie per scusarsi; lei, con comprensione, gli dice che va bene e che capisce la situazione. Inoltre gli dice che non sarebbe un problema se lui dovesse capire di star perdendo la passione e l'amore per la cucina.

## Capasanta
- Titolo originale: Scallop
- Diretto da: Christopher Storer
- Scritto da: Rene Gube

### Trama
Carmy elogia il piatto di capesante preparato da Sydney e decide di inserirlo immediatamente nel menù, senza alcun dubbio. Richie continua a rimandare la decisione se partecipare o meno al matrimonio della sua ex moglie, Tiff. Donna aiuta Cicero a vendere la sua casa. Ebraheim ingaggia un consulente aziendale, Albert Schnur, affinché lo guidi nell'espansione del Beef, servizio di panini di asporto, che sta riscuotendo grande successo. Marcus chiede a Carmy maggiori risorse per potenziare il comparto dolci. Richie sorprende una famiglia arrivata al ristorante per la prima volta facendogli gustare un dessert sotto la neve, realizzando il sogno di uno di loro e lasciando entusiasta l'intera famiglia. Carmy si reca a casa di Claire per scusarsi del suo sfogo avvenuto nella cella frigorifera durante l'apertura in anteprima del The Bear, e si confida con lei riguardo alle sue insicurezze nella loro relazione, le chiede inoltre scusa per non essersi fatto sentire dopo l'accaduto. Claire gli augura di trovare la sua felicità, qualunque essa sia. Uscito da casa sua, Carmy telefona a Pete chiedendo di rivedere i termini del contratto di partnership del ristorante.

## Capelli
- Titolo originale: Worms
- Diretto da: Janicza Bravo
- Scritto da: Ayo Edebiri e Lionel Boyce

### Trama
Shapiro porta Sydney a visitare il suo nuovo ristorante ancora in costruzione, promettendole maggiore autonomia e un investimento concreto nella formazione dello staff, oltre ad un'assistenza medica, cose impensabili al The Bear. In seguito, Sydney si reca dalla cugina Chantel per farsi sistemare i capelli. Quando Chantel esce per sbrigare delle commissioni, Sydney passa del tempo con TJ, la figlia undicenne della cugina: fanno la spesa insieme, cucinano insieme e parlano dei problemi di TJ con le amiche. Sydney usa la metafora dei pigiama party per spiegare alla ragazzina il proprio dilemma: restare al Bear o accettare l’offerta di Shapiro. Più tardi, chiama Shapiro per discutere i dettagli burocratici della loro possibile collaborazione.

## Replicanti
- Titolo originale: Replicants
- Diretto da: Christopher Storer
- Scritto da: Karen Joseph Adcock

### Trama
Carmy partecipa a un incontro degli Alcolisti Anonimi, dove resta profondamente colpito dal racconto di una donna sul problema di dipendenza del fratello. Sydney riceve da Carmy una versione aggiornata del contratto di partnership. Marcus, con l’aiuto del suo coinquilino Chester, vende la casa della madre defunta. Carmy assume Luca come stagista per affiancare Marcus in cucina. Dovendo passare un periodo a Chicago intende aiutare Carmy col suo ristorante pur venendo pagato pochissimo. Intanto, Albert suggerisce a Ebraheim di trasformare il locale d'asporto The Beef in un franchising. In seguito, Carmy confessa a Sydney di aver deciso di adottare un menù fisso, ammettendo che l’idea di cambiarlo ogni giorno era frutto del suo ego e stava danneggiando il ristorante. Mentre sta per parlarle delle modifiche del contratto, Natalie arriva al The Bear con la piccola Sophie, interrompendo la loro conversazione. Poco dopo, Sydney riceve una telefonata dall’ospedale: suo padre ha avuto un infarto.

## Sophie
- Titolo originale: Sophie
- Diretto da: Christopher Storer
- Scritto da: Christopher Storer

### Trama
Sydney arriva in ospedale in preda al panico, ma Claire la rassicura: suo padre è fuori pericolo e in fase di recupero. Sydney si lascia andare alle lacrime, sopraffatta dal senso di colpa per aver fatto preoccupare il padre, ma Claire la consola, dicendole che preoccuparsi per chi si ama è naturale e persino positivo. Richie si apre con Jess, confidandole le sue insicurezze sul crescere sua figlia insieme al futuro marito di Tiff, Frank, e l’ansia che prova all’idea di partecipare al loro matrimonio. Neil fa infuriare Natalie quando le rivela di aver invitato al matrimonio di Tiff la sorella Francie, che lei non sopporta. Anche Carmy è incerto se partecipare alle nozze, temendo un incontro con sua madre Donna ma poi, dopo un confronto con Natalie, decide di andarci.

## I Bear
- Titolo originale: Bears
- Diretto da: Christopher Storer
- Scritto da: Joanna Calo

### Trama
I Berzatto arrivano al matrimonio di Tiff, con Richie che porta con sé Sydney per avere un sostegno emotivo. Carmy sta per avere un attacco di panico appena rivede sua madre Donna, ma grazie all'aiuto di Richie e Sydney si allontana per ritrovare un momento di calma. In quell’occasione incontra Lee, che gli dice che Donna sta cercando di migliorare, senza accumulare ansie e paure per poi esplodere, ma provando a gestirle man mano. Gli dice anche che lui e sua madre non sono tanto diversi. Inoltre afferma che lui e Mikey diventarono amici prima della sua morte. E che il fratello parlava spessissimo di Carmy e di quanto fosse fiero di lui. Sydney incontra Donna e le parla con entusiasmo della sua collaborazione con Carmy. Poco dopo, Donna lascia il matrimonio. Frank chiede aiuto a Richie per consolare la figlia Eva, che si è nascosta sotto un tavolo per evitare di esibirsi in un ballo programmato con lui. Frank è nervoso perché teme di non essere un buon patrigno, elogiando Richie e affermando che Eva è sempre felice quando passa del tempo con lui, che lo considera un ottimo genitore. Richie rassicura Frank dicendogli (in realtà mentendo) che Eva prova le stesse cose per lui, ed insieme a Claire si infilano sotto il tavolo per parlare con lei venendo poi raggiunti da gran parte dei Berzatto, da Tiff e dai Faks. Tutti condividono a turno le proprie paure, così da creare un ambiente sicuro per la bambina che, rincuorata, esce. In seguito, Claire e Carmy si riavvicinano, mentre Natalie e Francie – un tempo migliori amiche e per un breve periodo amanti – si riconciliano dopo aver passato l'intero matrimonio a litigare. Richie torna a casa da solo, ma profondamente felice.

## Verde
- Titolo originale: Green
- Diretto da: Christopher Storer
- Scritto da: Joanna Calo e Christopher Storer

### Trama
Sydney chiama Shapiro per rifiutare la sua offerta di lavoro, intende concentrarsi sulla crescita che sta avendo il suo ristorante. Lui reagisce male, dicendole che il The Bear è una nave che sta affondando e che lei sta sprecando il proprio potenziale. Richie si confida con Jess parlando di Mikey e della sua reazione all'arrivo di Carmy al The Beef in seguito al suicidio di Mikey. Intanto, Natalie e Computer analizzano i conti del Bear, ancora precari nonostante i tagli alle spese e numerosi miglioramenti nella gestione del locale. Natalie è contenta e fiduciosa del fatto che il ristorante possa andare avanti e salvarsi, visti i dati in crescita, ma Computer le chiede se ne valga davvero la pena. A malincuore, Carmy decide di andare a casa di Donna per consegnarle un album di famiglia. Durante il tragitto ha una conversazione con Claire, che elogia la sua scelta di riallacciare i rapporti con sua madre.

## Salsa Tonnata
- Titolo originale: Tonnato
- Diretto da: Christopher Storer
- Scritto da: Joanna Calo e Christopher Storer

### Trama
Carmy consegna l’album fotografico a Donna e, su sua insistenza, si ferma a passare un po’ di tempo con lei. Donna, in lacrime, si scusa per come ha trattato i suoi figli e per essersi comportata male con loro. Confessa a Carmy di essere sobria da quasi un anno e di desiderare di far parte della sua vita. Carmy, visibilmente emozionato e pronto a ricucire il rapporto con la madre, le prepara un piatto di pollo arrosto che ha imparato a cucinare al The French Laundry. Più tardi, Carmy chiama Cicero e lo ringrazia per essersi preso cura di loro e per aver creduto in lui, scusandosi inoltre per non esser riuscito a mantenere alti gli incassi del ristorante. Gli dice però che ha una soluzione a riguardo. Ebraheim accetta di collaborare con Albert per trasformare l'angolo da asporto The Beef in un franchising. Più tardi Albert incontra Computer, che approva l’idea. Tina, che fatica a rispettare il limite dei tre minuti per la preparazione della pasta, si rivolge a Luca per un consiglio; lui le suggerisce di non temere la pressione, ma di trasformarla in forza e sfruttarla per fare sempre meglio. Più tardi, Luca le chiede con disinvoltura di preparare una “versione di prova” del piatto e Tina lo completa senza accorgersene in 2'59''. Poco dopo, Natalie riceve una telefonata da Food & Wine e annuncia che la rivista ha inserito Marcus nella sua lista dei Best New Chefs. Marcus, dopo aver appreso questa notizia, supera le sue reticenze e contatta il padre, che stava cercando invano di incontrarlo da tempo, inviandogli l'articolo di Food & Wine. Infine, Pete chiama Sydney per informarla degli aggiornamenti decisi da Carmy riguardo il contratto di partnership: Carmy ha deciso di escludersi, lasciando la proprietà del ristorante solo a Sydney e Natalie (e ovviamente Cicero in quanto investitore).

## Addio
- Titolo originale: Goodbye
- Diretto da: Christopher Storer
- Scritto da: Christopher Storer

### Trama
Sydney affronta Carmy riguardo alla sua decisione di lasciare il ristorante. Carmy le risponde che, secondo lui, è la scelta migliore per il bene del The Bear: ammette di essere diventato chef per sfuggire ai traumi familiari e di non amare più la cucina (o forse non l'ha mai amata sin dall'inizio, ma era solo un modo per concentrarsi su altro), mentre lei invece sta seguendo questa carriera per le ragioni giuste, quindi è giusto che sia lei a gestire il ristorante. Le dice che è grazie a lei se il ristorante sta ancora in piedi, e che ha più fiducia in lei di quanta ne abbia in sé stesso. Mentre parlano, Richie li interrompe e subentra nella conversazione. All’inizio prende la notizia con leggerezza, ma cambia atteggiamento quando Carmy gli rivela di essere in realtà andato al funerale di Mikey, di essere entrato solo per un secondo e di essere poi uscito per rimanere in auto, non avendo il coraggio di affrontare la realtà. I due si lasciano andare ad una conversazione sincera e intensa davanti a Sydney, ammettendo le reciproche ferite e i rancori nati dopo la morte di Mikey. Richie ammette infatti che credeva che Carmy ce l'avesse con lui, per non aver provato a salvare suo fratello, ma Carmy gli dice che non è così. Carmy confessa che sta lasciando il ristorante anche per scoprire chi è davvero al di fuori della cucina. Sydney infine accetta di prendere le redini del The Bear, a condizione che anche Richie riceva una quota di partnership, proposta che lui accetta. Natalie arriva e abbraccia commossa Carmy dopo aver appreso che lui era in realtà presente al funerale di Mikey. L'episodio si chiude sul conto alla rovescia dell’orologio di Cicero che arriva finalmente a zero.